# Худ (Калифорнија)
Худ (енгл. Hood) насељено је место без административног статуса у америчкој савезној држави Калифорнија.

## Демографија
По попису из 2010. године број становника је 271.
| Група             | 2000.    | 2010.       |
| Белци             | 0 (0,0%) | 92 (33,9%)  |
| Афроамериканци    | 0 (0,0%) | 0 (0,0%)    |
| Азијати           | 0 (0,0%) | 15 (5,5%)   |
| Хиспаноамериканци | 0 (0,0%) | 137 (50,6%) |
| Укупно            | 0        | 271         |